# Agere
A Agere Systems Inc. foi uma fabricante de circuitos integrados, comumente chamados chips.
Foi adquirida em 2 de Abril de 2007 pela LSI Logic por US$ 4 bilhões. Sua sede está localizada em Allentown, Pensilvânia, Estados Unidos.